# Hippocampus histrix
Espèce
Statut de conservation UICN

 VU  : Vulnérable
Statut CITES
Hippocampus hystrix, communément nommé hippocampe épineux ou hippocampe hérissé, est une espèce de poissons osseux de petite taille appartenant à la famille des Syngnathidae, natif du Bassin Indo-Pacifique.

## Description
L'Hippocampe épineux est un poisson de petite taille qui peut atteindre une longueur maximale comprise entre 15 et 17 cm de long,.
Le corps est mince, allongé et entièrement couvert d'épines. Ces dernières sont pointues avec l'extrémité sombre. Celles de la queue préhensile sont de même dimension. Le tronc comporte de longues épines qui se poursuive jusqu'à la couronne qui en compte entre 4 et 5. La tête est également munie de nombreuses épines sur le front, la base des joues, le nez et au-dessus des yeux. Le museau est très long et effilé.
La livrée est très variable et dépend de l'environnement dans lequel évolue l'animal. Les couleurs peuvent aller du gris au crème en passant par le jaune vif, au vert, au brun et au rouge. La couleur peut être unie ou avoir des motifs sur les flanc et/ou sur la partie dorsale. Le museau est généralement agrémenté d'une ou plusieurs fines lignes blanches.

## Répartition et habitat
L'Hippocampe épineux est présent dans les eaux tropicales et subtropicales du Bassin Indo-Pacifique soit des côtes orientales de l'Afrique à la Polynésie, Hawaii inclus, ainsi que des iles méridionales du Japon à la Nouvelle-Calédonie ,,.
Cet hippocampe affectionne les zones abritées et relativement peu profondes entre 5 et 82 m. Il se rencontre sur des fonds meubles et rocheux riches en coraux mous et en éponges mais peut être aussi trouvé dans les amas d'algue et les herbiers,.

## Biologie
L'Hippocampe épineux a un régime alimentaire carnivore et se nourrit de petits crustacés ainsi que d'autres organismes planctoniques ,.
Il est ovovivipare et c'est le mâle qui couve les œufs dans sa poche incubatrice ventrale. Cette dernière comporte des villosités riches en capillaires qui entourent chaque œuf fécondé créant une sorte de placenta alimentant les embryons. Parvenus à terme, les petits seront expulsés de la poche et évolueront de manière totalement autonome.

## Statut de conservation
Cette espèce est relativement rare et peu de données relatives à sa population existent. L'hippocampe épineux est capturé principalement pour alimenter les marchés de l’aquariophilie et de la médecine chinoise traditionnelle. Face à la pression constante et au déclin avéré de l'espèce dans certaines zones géographiques, cette dernière est considérée comme "Vulnérable" sur la liste rouge de l'IUCN.
Au niveau international, elle est également inscrite à l'Appendix II de la Convention sur le commerce international des espèces de faune et de flore sauvages menacées d'extinction (CITES) cela signifie qu'elle est sur la liste des espèces qui ne sont pas nécessairement menacées d'extinction mais dont le commerce est règlementé.